# Angel of Babylon
Az Angel of Babylon az Avantasia együttes ötödik stúdiólemeze, mely egyben a "Scarecrow-történet" harmadik, záró tétele és amely 2010 tavaszán egyszerre jelent meg a történetet keretbe foglaló "Wicked-trilógia" második lemezével, a Wicked Symphony albummal. A kiadvány minden számát az Avantasia ötletgazdája és a projekt vezetője, az Edguy énekese, Tobias Sammet írta.

## Dallista
|     | Cím                     | Közreműködő énekesek                     | Hossz |
| --- | ----------------------- | ---------------------------------------- | ----- |
| 1.  | Stargazers              | Jørn Lande, Michael Kiske, Russell Allen | 9:33  |
| 2.  | Angel of Babylon        | Jørn Lande                               | 5:29  |
| 3.  | Your Love is Evil       |                                          | 3:53  |
| 4.  | Death is Just a Feeling | Jon Oliva                                | 5:21  |
| 5.  | Rat Race                | Jørn Lande                               | 4:07  |
| 6.  | Down in the Dark        | Jørn Lande                               | 4:23  |
| 7.  | Blowing Out the Flame   |                                          | 4:51  |
| 8.  | Symphony of Life        | Cloudy Yang                              | 4:30  |
| 9.  | Alone I Remember        | Jørn Lande                               | 4:48  |
| 10. | Promised Land           | Jørn Lande, Michael Kiske                | 4:47  |
| 11. | Journey to Arcadia      | Russell Allen, Bob Catley                | 7:12  |

## Közreműködők[1]

### Ének
- Tobias Sammet (Edguy) - minden számban
- Jørn Lande (Masterplan, Jorn, ARK, Ayreon) - a 01., 02., 05., 06., 09. és 10. számban
- Michael Kiske (ex-Helloween, Unisonic) - a 01. és 10. számban
- Russel Allen (Symphony X) - 01. és 10. számban
- Jon Oliva (ex-Savatage, Jon Oliva's Pain) - a 04. számban
- Bob Catley (Magnum) - a 11. számban
- Cloudy Yang - a 08. számban

### Gitár
- Sascha Paeth (Edguy, Kamelot, Epica) - minden számban
- Bruce Kulick (ex-KISS) - az 5., 9. és 11. számban
- Oliver Hartmann (ex-At Vance) - az 1., 2. és 3. számban
- Henjo Richter (Gamma Ray) - a 10. számban

### Basszusgitár
- Tobias Sammet (Edguy) - minden számban

### Dobok
- Alex Holzwarth (Rhapsody of Fire) - a 01., 02., 03. és 11. számban
- Eric Singer (KISS - a 05., 07., 09. és 10. számban
- Felix Bohnke (Edguy) - a 04., 06. és 08. számban

### Billentyűs hangszerek
- Miro, alias Michael Rodenberg (ex-Brainstorm, Kamelot)
- Jens Johansson (Yngwie J. Malmsteen lemezei) - a 02. számban
- Simon Oberender orgona (hangszer) - a 09. számban